# Ladislav Lubina
Ladislav Lubina (11. února 1967 Dvůr Králové nad Labem – 14. září 2021) byl český lední hokejový útočník a trenér.

## Hráčská kariéra
Jeho jméno je spojeno s československou a českou nejvyšší hokejovou soutěží, ve které v dresu mateřské Tesly Pardubice působil od sezóny 1984/1985. Dvě sezony působil jako voják v Dukle Jihlava, se kterou se jednou probojoval do finále, shodou okolností proti „svým“ Pardubicím. Do Pardubic se však vrátil včas, aby se podílel na mistrovském titulu v sezoně 1988/1989. Na začátku 90. let se stal oporou mužstva a v sezoně 1990/1991 se stal s 41 góly nejlepším kanonýrem celé soutěže. V první půlce 90. let si vyzkoušel také zahraniční angažmá ve Finsku, Německu a Švýcarsku. Po návratu do Pardubic pomohl mužstvu k postupu do finále v prvním samostatném ročníku české extraligy. V dalších sezonách však klubu pomáhal v záchranářských bojích. Po překvapivém čtvrtém místě z roku 1997 odešel jako jeden řady pardubických hokejistů do Třince. Po dvou letech se z osobních důvodů vrátil opět do Pardubic, ve kterých v příštích čtyřech sezonách vždy dal alespoň 20 gólů, pomohl k vzestupu klubu zpět do extraligové špičky a získal s klubem stříbrnou medaili v sezoně 2002/2003. V posledních letech kariéry už jeho výkonnost poklesla, část sezony 2004/2005 strávil v Dukle Jihlava, ale s extraligou se nakonec rozloučil v následujícím ročníku 2005/2006 v pardubickém dresu.
Lubina byl určitou dobu rekordmanem v počtu startů v nejvyšší soutěži. V prosinci 2004 překonal rekord Rudolfa Suchánka v počtu zápasů v československé a české nejvyšší hokejové soutěži. V sezóně 2005/06 jako první v historii dosáhl 900 ligových zápasů, celkově pak odehrál 910 zápasů, což bylo nejvíce až do října 2007, kdy jej překonal Josef Řezníček. Jako vyhlášený kanonýr je členem Klubu hokejových střelců deníku Sport.
Kromě klubové kariéry okusil i hokej na mezinárodní scéně. V mládežnické kategorii se účastnil hned tří juniorských světových šampionátů. Hrál na mistrovstvích světa v letech 1990, 1991, 1992 a 1998, na Kanadském poháru v roce 1987 a získal bronzovou medaili na Zimních olympijských hrách v roce 1992.

## Trenérská kariéra
Po konci v extralize se začal věnovat trenérské práci. Nejprve ještě jako hrající trenér v HC Chrudim (od 2006), ale už v průběhu sezony 2007/2008 se poprvé objevil jako asistent Jiřího Šejby v Pardubicích, kde spolu dokončovali nepovedený ročník. Od následující sezony měl působit jako asistent nového pardubického hlavního trenéra Václava Sýkory, ale ještě před sezonou byl propuštěn kvůli způsobení automobilové nehody, při které zemřela jedna osoba. Poté působil ve slovenských Nových Zámcích.
Sezonu 2009/2010 začal v rodném Dvoře Králové, ale v jejím průběhu se stal asistentem Vladimíra Jeřábka v brněnské Kometě. Spolu u mužstva působili i v následujícím ročníku, ten pak od ledna 2011 dokončil Lubina jako dočasný hlavní kouč. Po sezoně z Komety odešel a nastoupil jako asistent nového hlavního kouče Pavla Hynka v mateřských Pardubicích. Hned v první sezoně se této dvojici podařilo tým dotáhnout k titulu mistra republiky a Lubina tak dosáhl svého největšího trenérského úspěchu. I sezonu 2012/2013 započal jako Hynkův asistent, ten byl na podzim nahrazen Mojmírem Trličíkem; Lubina však u týmu zůstal. Trličíkovo angažmá však nebylo příliš úspěšné a v lednu 2013 ho nahradil Miloš Říha starší, v jehož trenérském štábu už Lubina nepokračoval.
Před sezonou 2013/2014 se však realizační tým v Pardubicích opět měnil a nový hlavní kouč Zdeněk Venera si Lubinu zvolil za jednoho ze svých asistentů. Spolupráce však vydržela jen v přípravě, neboť Lubina přijal nabídku ze Slovenska, v týmu Nových Zámků stal hlavním koučem. Před sezonou 2014/2015 vystřídal 19. března 2014 na lavičce extraligové Slavie dlouholetého kouče Vladimíra Růžičku, který odešel k české reprezentaci. Jeho angažování vyvolalo protesty části slávistických fanoušků. Ve funkci Lubina skončil v prosinci 2014, odvolán byl po sérii proher a pádu na poslední místo tabulky. V dalších třech sezonách trénoval Lubina v zahraničí. Nejprve dvě sezony v kazachstánském Ertisu Pavlodar, následně již potřetí působil v Nových Zámcích. V létě 2018 převzal jako hlavní kouč Dvůr Králové. Ovšem už na podzim přijal nabídku Pardubic, které se nacházely ve velké sportovní krizi. Pardubice tak Lubina vedl poprvé v roli hlavního kouče, ale už v polovině sezony bylo jasné, že se mužstvo bude zachraňovat v jarní baráži. Tu Lubina se svým týmem zvládl a prodloužil smlouvu. Jenže hned po nepovedeném začátku byl propuštěn. Téměř okamžitě nastoupil na střídačku Prostějova, se kterými dokončil sezonu. V klubu měl dále pokračovat, ale ještě v průběhu suché letní přípravy z osobních důvodů v červnu 2020 rezignoval.

## Smrt
Zemřel v noci z 13. na 14. září 2021 na zhoubný nádor mozku, se kterým bojoval zhruba rok poté, co se náhle stáhl z profesního a veřejného života.

## Zaviněná nehoda
Lubinův osobní život byl poznamenán řadou kontroverzí a problémů se životosprávou. V červenci 2008 způsobil u Trotiny na Královéhradecku dopravní nehodu, při níž vjel do protisměru a narazil do protijedoucí dodávky, kterou řídil otec fotbalisty Vratislava Lokvence. Vratislav Lokvenc st. zahynul a Lubina pak od nehody utekl, podle neprokázaných spekulací proto, aby nebylo možné zjistit alkohol v krvi. Dne 11. května 2009 byl za tragickou nehodu, útěk od nehody a neposkytnutí pomoci odsouzen na 2 roky podmíněně.

## Ocenění a úspěchy
- 1991 ČSHL - Nejlepší střelec
- 2003 ČHL - Zlatá helma Sencor [31]
- 2003 ČHL - Nejtrestanější hráč v playoff

## Klubová statistika
| Sezóna          | Klub                          | Soutěž          |     | Základní část | Základní část | Základní část | Základní část | Základní část |    | Play off | Play off | Play off | Play off | Play off |
| Sezóna          | Klub                          | Soutěž          | Z   | G             | A             | B             | TM            | Z             | G  | A        | B        | TM       |          |          |
| 1983–84         | TJ Tesla Pardubice            | ČSHL-18         | 36  | 38            | 22            | 60            | —             | —             | —  | —        | —        | —        |          |          |
| 1984–85         | TJ Tesla Pardubice            | ČSHL            | 16  | 2             | 0             | 2             | 4             | —             | —  | —        | —        | —        |          |          |
| 1985–86         | TJ Tesla Pardubice            | ČSHL            | 38  | 4             | 0             | 4             | —             | —             | —  | —        | —        | —        |          |          |
| 1987–88         | ASD Dukla Jihlava             | ČSHL            | 39  | 12            | 10            | 22            | —             | —             | —  | —        | —        | —        |          |          |
| 1988–89         | TJ Tesla Pardubice            | ČSHL            | 34  | 17            | 12            | 29            | 43            | 10            | 5  | 4        | 9        | —        |          |          |
| 1989–90         | TJ Tesla Pardubice            | ČSHL            | 44  | 19            | 15            | 34            | 30            | —             | —  | —        | —        | —        |          |          |
| 1990–91         | TJ Tesla Pardubice            | ČSHL            | 50  | 41            | 20            | 61            | 56            | —             | —  | —        | —        | —        |          |          |
| 1991–92         | Hockey-Reipas                 | SM-l            | 2   | 1             | 0             | 1             | 2             | —             | —  | —        | —        | —        |          |          |
| 1991–92         | ESV Kaufbeuren                | 1.GBun          | 50  | 37            | 19            | 56            | —             | —             | —  | —        | —        | —        |          |          |
| 1992–93         | ESV Kaufbeuren                | 1.GBun          | 38  | 18            | 16            | 34            | 39            | —             | —  | —        | —        | —        |          |          |
| 1993–94         | ESV Kaufbeuren                | 1.GBun          | 5   | 3             | 1             | 4             | —             | —             | —  | —        | —        | —        |          |          |
| 1993–94         | HC Pardubice                  | ČHL             | 28  | 10            | 10            | 20            | 30            | 8             | 1  | 1        | 2        | 22       |          |          |
| 1993–94         | EV Zug                        | NLA             | —   | —             | —             | —             | —             | 1             | 0  | 0        | 0        | 0        |          |          |
| 1993–94         | HC Martigny                   | NLB             | —   | —             | —             | —             | —             | 4             | 4  | 0        | 4        | 4        |          |          |
| 1994–95         | ESG Füchse Sachsen            | DEL             | 8   | 4             | 1             | 5             | 2             | —             | —  | —        | —        | —        |          |          |
| 1994–95         | HC Pardubice                  | ČHL             | 14  | 7             | 1             | 8             | 2             | —             | —  | —        | —        | —        |          |          |
| 1994–95         | HC Martigny                   | NLB             | —   | —             | —             | —             | —             | 3             | 6  | 1        | 7        | 2        |          |          |
| 1995–96         | HC Pojišťovna IB Pardubice    | ČHL             | 40  | 16            | 13            | 29            | 32            | —             | —  | —        | —        | —        |          |          |
| 1996–97         | HC Pojišťovna IB Pardubice    | ČHL             | 50  | 23            | 20            | 43            | 40            | 10            | 3  | 5        | 8        | 8        |          |          |
| 1997–98         | HC Železárny Třinec           | ČHL             | 51  | 23            | 13            | 36            | 49            | 13            | 5  | 8        | 13       | 0        |          |          |
| 1998–99         | HC Železárny Třinec           | ČHL             | 47  | 13            | 22            | 35            | 32            | 9             | 0  | 2        | 2        | 8        |          |          |
| 1999–00         | HC IPB Pojišťovna Pardubice   | ČHL             | 52  | 22            | 23            | 45            | 52            | 3             | 0  | 0        | 0        | 0        |          |          |
| 2000–01         | HC IPB Pojišťovna Pardubice   | ČHL             | 52  | 22            | 14            | 36            | 46            | 7             | 2  | 2        | 4        | 6        |          |          |
| 2001–02         | HC IPB Pojišťovna Pardubice   | ČHL             | 52  | 26            | 18            | 44            | 97            | 6             | 2  | 4        | 6        | 2        |          |          |
| 2002–03         | HC ČSOB Pojišťovna Pardubice  | ČHL             | 50  | 20            | 18            | 38            | 81            | 19            | 7  | 7        | 14       | 52       |          |          |
| 2003–04         | HC Moeller Pardubice          | ČHL             | 35  | 10            | 10            | 20            | 64            | 7             | 4  | 3        | 7        | 4        |          |          |
| 2004–05         | HC Moeller Pardubice          | ČHL             | 10  | 1             | 0             | 1             | 4             | —             | —  | —        | —        | —        |          |          |
| 2004–05         | HC Dukla Jihlava              | ČHL             | 24  | 5             | 3             | 8             | 47            | —             | —  | —        | —        | —        |          |          |
| 2005–06         | HC Moeller Pardubice          | ČHL             | 49  | 5             | 10            | 15            | 38            | —             | —  | —        | —        | —        |          |          |
| 2006–07         | HC Chrudim                    | 2.ČHL           | 14  | 3             | 2             | 5             | 20            | —             | —  | —        | —        | —        |          |          |
| 2009–10         | HC BaL Dvůr Králové nad Labem | KHP             | 2   | 0             | 0             | 0             | 2             | —             | —  | —        | —        | —        |          |          |
| Celkem v CHL    | Celkem v CHL                  | Celkem v CHL    | 221 | 95            | 57            | 152           | —             | 10            | 5  | 4        | 9        | —        |          |          |
| Celkem v 1.GBun | Celkem v 1.GBun               | Celkem v 1.GBun | 93  | 58            | 36            | 94            | 39            | —             | —  | —        | —        | —        |          |          |
| Celkem v ČHL    | Celkem v ČHL                  | Celkem v ČHL    | 554 | 203           | 175           | 378           | 614           | 82            | 24 | 32       | 56       | 102      |          |          |

## Reprezentace
| Rok                       | Tým                       | Soutěž                    | Z  | G  | A  | B  | TM |
| ------------------------- | ------------------------- | ------------------------- | -- | -- | -- | -- | -- |
| 1984                      | Československo 18         | MEJ                       | —  | —  | —  | —  | —  |
| 1985                      | Československo 20         | MSJ                       | 7  | 4  | 2  | 6  | 6  |
| 1985                      | Československo 18         | MEJ                       | —  | 6  | 2  | 8  | —  |
| 1986                      | Československo 20         | MSJ                       | 7  | 1  | 5  | 6  | 4  |
| 1987                      | Československo 20         | MSJ                       | 7  | 4  | 6  | 10 | 0  |
| 1987                      | Československo            | KP                        | 6  | 0  | 1  | 1  | 6  |
| 1990                      | Československo            | MS                        | 10 | 1  | 0  | 1  | 6  |
| 1992                      | Československo            | OH                        | 8  | 2  | 4  | 6  | 2  |
| 1992                      | Československo            | MS                        | 8  | 2  | 2  | 4  | 6  |
| 1998                      | Česko                     | MS                        | 9  | 3  | 2  | 5  | 8  |
| Juniorská kariéra celkově | Juniorská kariéra celkově | Juniorská kariéra celkově | 21 | 9  | 13 | 22 | 10 |
| Seniorská kariéra celkově | Seniorská kariéra celkově | Seniorská kariéra celkově | 51 | 10 | 9  | 19 | 34 |